# Heraclio el Viejo
Heraclio el Viejo (en griego: Ἡράκλειος, Herákleios; ?-610) fue un general bizantino, padre del emperador bizantino homónimo (610-641). Quizá tuvo ascendencia armenia. Se distinguió en la guerra contra los persas sasánidas en la década de 580. Sirvió en calidad de lugarteniente (hypostrategos) de Filípico en la batalla de Solacón y posiblemente bajo Comenciolo en la de Sisarbano. Aparece mencionado como magister militum de Armenia en torno al 595, en tiempos del emperador Mauricio (582-602), despachado para sofocar la rebelión acaudillada por Samuel Vahewuni y Atat Jorjoruni. Fue nombrado exarca de África hacia el año 600 y, en 608, se rebeló junto con su hijo contra el usurpador Focas (602-610). Heraclio hijo empleó África del Norte como base para derrocar a Focas y fundar la dinastía heráclida, que reinó en Bizancio durante un siglo. Heraclio el Viejo murió poco después de recibir la noticia del advenimiento de su hijo al trono bizantino.

## Origen
Heraclio el Viejo era posiblemente de ascendencia armenia y presumiblemente bilingüe (debía de hablar tanto armenio como griego) desde la infancia.Kaegi, 2003, pp. 21-22 Su origen armenio se deduce  de un pasaje de Teofilacto Simocates en el cual este lo considera oriundo de la Armenia bizantina. Sin embargo, Kaldellis indica que no existen fuentes primarias que aseguren que fuese armenio y que la deducción del texto de Simocates se debe a una lectura errónea. Una carta de Prisco, general que había sustituido a Heraclio, a este le insta a «dejar el ejército y volver a su propia ciudad en Armenia». Kaldellis interpreta que la ciudad era el cuartel general de Heraclio en Armenia y no su ciudad natal. Se desconoce la identidad de la ciudad, cuyo nombre no se menciona. Los Whitby aventuran que por entonces Heraclio debía de ser magister militum de Armenia. Si lo fue, la ciudad debió de ser Teodosiópolis, donde se hallaba el cuartel general de las fuerzas romanas destacadas en Armenia. Era la fortaleza principal del noreste del imperio y por su situación estratégica se la disputaban bizantinos y persas. Los emperadores Anastasio I (491-518) y Justiniano I (527-565) reforzaron y ampliaron sus defensas durante sus reinados respectivos.
No se sabe nada de los antepasados de Heraclio, aunque los historiadores modernos han presentado diversas hipótesis. Mango afirma que descendía de Heraclio de Edesa, un general romano del siglo V. Otra teoría se basa en un pasaje de la Historia de Sebeos para asegurar que tenía ascendencia arsácida; la respalda Cyrille Toumanoff, y Alexander Vasiliev y Irfan Shahîd la consideran probablemente correcta. Juan de Nikiû y Constantino Manasés parece para consideraron a su hijo Heraclio capadocio, lo que posiblemente indique más su lugar de nacimiento que la cultura de sus ancestros.

## Familia
La Historia syntomos del patriarca Nicéforo de Constantinopla menciona un único hermano de Heraclio el Viejo, de nombre Gregoras, que era el padre de Nicetas. Teófanes el Confesor indica que la madre del emperador Heraclio y esposa de Heraclio el Viejo se llamaba Epifanía. Varias fuentes señalan que Heraclio el Viejo fue el padre del emperador homónimo, entre ellas Teofilacto, Juan de Nikiû, Nicéforo I, Teófanes, Agapio de Hierápolis, el Suda, Jorge Cedreno, Zonaras, Miguel el Sirio, la Crónica de 1234 y Nicéforo Calixto. Por el contrario, nunca aparece como padre de los hermanos del emperador, aunque se cree que lo fue.
El hermano del emperador más mencionado por las fuentes fue Teodoro. A María, hermana también del soberano, la menta Nicéforo I, que señala que fue madre de Martina, a la que desposó su primo el emperador. Jorge Cedreno y Miguel el Sirio, sin embargo, consideraban que Martina era hija de un hermano de Heraclio cuyo nombre no aclaran, por lo que no queda claro quiénes fueron los padres de la emperatriz. Teófanes menciona brevemente la muerte de otro Gregoras, hermano del emperador, en Heliópolis hacia 652/653, pero ninguna otra fuente nombra a este hermano, por lo que Teófanes pudo confundir la relación familiar que unía a Gregoras con el emperador.

## Carrera militar

### Con Filípico
Heraclio el Viejo aparece mencionado por primera vez en el 586 como general a las órdenes de Filípico en la guerra romano-persa de 572-591. Mandó el centro del ejército bizantino en la batalla de Solacón en la primavera del 586. Fue enviado a confirmar la llegada a la zona de refuerzos persas tras la batalla.

La frontera romano-persa entre el 565 y el 591.

El ejército bizantino invadió seguidamente Arzanene. Filípico asedió Chlomaron, la principal ciudad de la región. Dos jefes de la zona, Jovio y Maruthas, se pasaron a las filas bizantinas. Prometieron indicar los mejores emplazamientos para construir fortificaciones que resultasen inexpugnables y que permitiesen dominar los pasos de los Montes Tauro y Hakkâri, lo que permitiría a los bizantinos controlar los caminos que unían Arzanene con Persarmenia y la Baja Mesopotamia. Filípico asignó a Heraclio el Viejo, que por entonces era su lugarteniente o hypostrategos, la tarea de acompañar a los lugareños en esta labor de fortificación.
Veinte hombres acompañaron a Heraclio en la misión. Partieron sin armadura y el grupo se encontró al poco con Kardarigan, que traía un nuevo ejército persa, compuesto de gran cantidad de hombres, pero bisoños. Kardarigan acometió al destacamento de Heraclio, que hubo de evitarlo huyendo por las crestas montañosas hasta que al caer la noche pudo escapar de los perseguidores y avisar a Filípico de la llegada del ejército enemigo.
Los soldados de Filípico se retiraron desordenadamente al territorio romano. Filípico alcanzó Amida y emprendió la reconstrucción de los castillos del monte Izala. Allí cedió el mando a Heraclio, posiblemente por hallarse enfermo. Teofilacto dice:

[Filípico] confió parte de su ejército a Heraclio, ya que el dolor que lo aquejaba le impedía combatir. Heraclio llevó a sus soldados a acampar a los pies de las colinas de Izala, o a orillas del río Tigris. Luego partió de Thamanon [lugar situado en la orilla oriental del Tigris], avanzó hacia el sur de Media, y devastó la región. Atravesó incluso el Tigris e instó al ejército a avanzar, incendiando todas las poblaciones de importancia de esa parte de Media. Volvió luego a territorio romano, rodeó Teodosiópolis y devolvió los hombres a Filípico.Historia de Teofilacto Simocates, libro II

Teofilacto indica que Filípico y Heraclio invernaron juntos en Teodosiópolis.
Filípico volvió a enfermar en la primavera del 587 y no pudo participar en la campaña. Cedió dos tercios de sus tropas a Heraclio y el resto a los generales Teodoro y Andreas, y los despachó a talar el territorio persa. Heraclio asedió una fortaleza cuyo nombre se ignora, tarea en la que empleó armas de asedio día y noche hasta que rindió la plaza. Dejó una guarnición en ella y, según Teófanes el Confesor, marchó luego a unirse al general Teodoro en el asedio de Beioudaes, pero esto parece ser un error. Teófanes parece que confundió el pasaje de Teofilacto en el que se indica que fue Andreas quien colaboró con Teodoro en el asedio.
Filípico planeaba volver a Constantinopla a finales del 587 y dejar a Heraclio a cargo del ejército durante el invierno. Este se dedicó a restablecer la disciplina. Según Teofilacto, impuso penas a los desertores. El emperador Mauricio (582-602) sustituyó a Filípico por Prisco a comienzos del 588. Filípico escribió a Heraclio ordenándole ceder el mando del ejército a Narsés y marchar a Armenia. Pero las mismas cartas anunciaron a los soldados que un decreto imperial reducía sus pagas en un cuarto, lo que originó un motín; las tropas se negaron a obedecer a Prisco. Solamente la recuperación del mando del ejército oriental por parte de Filípico permitió acabar con la rebelión.

### Subordinado a Comenciolo
Heraclio reaparece un año después a las órdenes de Comenciolo, en la batalla de Sisarbano (otoño del 589), que se disputó cerca de Nísibis. Teofilacto afirma que Comercionlo huyó hacia Teodosiópolis (el moderno Ra al-Ain) mientras continuaban los combates, por lo que Heraclio tomó el mando de los bizantinos y obtuvo la victoria. Sin embargo, el que Teofilacto escribiese durante el reinado del hijo de Heraclio hace que realce excesivamente la figura del padre del emperador. Se cree que pudo exagerar o incluso inventar la deserción de Comenciolo con el fin de glorificar a Heraclio el Viejo. Evagrio Escolástico, contemporáneo de Heraclio padre, afirma que Comenciolo luchó denodadamente en la batalla y no menciona en absoluto a Heraclio.

### Revuelta armenia
Se vuelve a mencionar a Heraclio hacia el 595, como magister militum de Armenia, cargo en el que probablemente sustituyó a Juan Mistaco. La Historia de Sebeos narra su desempeño en el cargo. El emperador Maurició lo expidió a la zona para sofocar una rebelión que acaudillaron Samuel Vahewuni y Atat Jorjoruni. Heraclió contó con la colaboración de Hamazasp Mamikonian.

Entonces [el emperador] le ordenó al general Heraclio, destacado en Armenia, que condujese a su ejército contra [los rebeldes] y les hiciese frente... [Los rebeldes] saquearon lo que encontraban a su paso, e hicieron gran botín, antes de volver a refugiarse al país de Korduats. Pensaban ampararse allí. Los bizantinos del general Heraclio y de Hamazasp Mamikonean los persiguieron. [Los rebeldes] se acercaron a la fortaleza, cruzaron el río Jermay por el puente (llamado puente de Daniel). Destruyeron el puente y se hicieron fuertes en un desfiladero desde el que dominaban el lugar donde se había alzado el puente. [Los bizantinos] se hallaban en la [otra] orilla, sin saber qué hacer. No encontraban un vado para cruzar el río y se preparaban para retirarse cuando llegó hasta allí un sacerdote errabundo.  Lo prendieron y le dijeron: «Si no nos indicas un vado, te mataremos». [El viajero] los llevó hasta un vado aguas abajo de donde estaban. El ejército cruzó el río. Algunos vigilaban la fortaleza mientras otros guardaban el vado. [Algunos] dominaban la salida del valle, mientras que otros penetraron en la fortaleza y acometieron al enemigo. La devastación fue enorme, y [los rebeldes] quedaron exhaustos... En la batalla perecieron Nerses, Vstam y Samuel, que mataron a bastantes [guerreros] en el combate. Pero Sargis y Varaz Nerse fueron capturados con otros. Los llevaron a la ciudad de Karin, donde fueron decapitados. Cuando iban a serlo, Varaz Nerse le dijo a Sargis: «Echemos a suertes a quién van a matar antes». Pero Sargis le respondió: «Soy viejo y cargado de culpas. Te ruego que me concedas la pequeña gracia de no contemplar tu muerte». Así que lo decapitaron primero. Teodoro Trpatuni huyó a refugiarse a la corte del rey iraní (Cosroes II). Pero [el rey] ordenó que lo atasen y lo entregasen a sus enemigos para que le diesen muerte. Y [el rey] le causó grandes desgracias.
Historia de Sebeos', capítulos 6-7

Parece ser que Suren sustituyó a Heraclio. El servicio de este en Armenia resultó breve, pero se cree que reforzó sus lazos con la región.

### Exarca de África
Heraclio aparece luego en 608 como patricio y exarca de África. Según el patriarca Nicéforo, Mauricio lo había nombrado antes de ser derrocado y muerto en el 602. Quizá sustituyó en el cargo a Inocencio, un exarca en funciones que había sido nombrado entre el 598 y el 600. El nombramiento hace suponer que Heraclio contaba con el favor de Mauricio y que este tenía razones para permanecer leal al emperador. Heraclio y su corte africana lamentaron la muerte del emperador y lo alabaron póstumamente.
Lo exarcas de África eran gobernadores generales con poderes civiles y militares. Tenían su sede en Cartago. Los historiadores de finales del siglo XIX y principios del XX dieron mucha importancia al nombramiento de Heraclio, afirmando incluso que suponía una estrecha relación entre este y África o el Imperio romano de Occidente. Los historiadores posteriores indicaron, sin embargo, que fue un simple ejemplo de un patrón de nombramientos que se hicieron por entonces: en el siglo VI, varios destacados jefes militares bizantinos que habían empezado sus carreras en las regiones orientales del Imperio, a menudo cerca de la Mesopotamia superior. fueron transferidos a África del Norte.
Aunque se creía que el África bizantina entró en decadencia económica y demográfica a principios del siglo VII como consecuencia de la amenaza constante de los bereberes, los datos arqueológicos han matizado la situación: el exarcado era una de las zonas más ricas del Imperio bizantino, si bien su importancia y riqueza eran menores que las de Egipto. Parece para los combates que se libraron en esta provincia fueron menores que los que sufrieron los Balcanes, Mesopotamia o el Cáucaso y la seguridad de los habitantes fue mayor. Hay indicios de comercio entre el África bizantina y el reino franco durante el siglo VII. La agricultura era próspera, particularmente en la vega del Meyerda. La producción de cereal, aceite de oliva y vino mantuvo a la población bien alimentada y probablemente sirvió de base al comercio marítimo. La pesca parece que también floreció por entonces. Los privilegiados de la provincia parece que dedicaron notables recursos a la construcción de iglesias. Los principales restos que han quedado de ellos son ejemplos de arte funerario, particularmente mosaicos. Parece que Heraclio estableció vínculos con este grupo social. La  primera mujer de Heraclio hijo, Fabia Eudoxia, era hija de un terrateniente del exarcado de África, Rogas.

### Rebelión contra Focas
El exarcado de África se rebeló contra el emperador Focas en 608, acaudillado por Heraclio. Los historiadores bizantinos describen la campaña subsiguiente como una venganza contra el emperador por la muerte de Mauricio, lo que quizá sirvió para justificar la revuelta. La distancia entre Cartago y Constantinopla entorpecía las represalias del emperador y facilitó la rebelión. La riqueza relativa del exarcado permitió además sufragar los gastos que comportaba. Focas necesitaba los ingresos y el cereal de África, pero esta se podía sostener autónomamente, sin excesiva dependencia del resto del imperio. Entretanto, el rey persa Cosroes II se había apoderado de Dara y estaba reuniendo un ejército para abordar una gran invasión de los territorios bizantinos. Heraclio pudo conocer estos preparativos persas. La ofensiva sasánida le impedía a Focas concentrar sus fuerzas contra los rebeldes, circunstancia favorable para Heraclio.
Heraclio y su hijos fueron nombrados cónsules tras proclamar la rebelión contra el emperador, si bien las fuentes no indican si los dos asumieron los cargos por propia iniciativa o si se los concedió el Senado de Cartago, que, sin embargo, carecía de potestad para tal nombramiento. La importancia del cargo era evidente, pues no había habido cónsules que no hubiesen sido emperadores desde tiempos de Justiniano I (527-565): desde entonces solamente los soberanos habían ostentado el cargo, transformado simplemente en otro título más de los emperadores bizantinos. Al asumir el cargo, Heraclio el Viejo daba el primer paso para proclamarse emperador al tiempo que buscaba entroncar con la tradición romana. Se acuñaron monedas en la ceca de Cartago y luego en la de Alejandría en las que aparecen los dos Heraclios, padre e hijo, luciendo las togas consulares.
Juan Antioqueno y el patriarca Nicéforo afirman que Heraclio mantuvo correspondencia con Prisco, conde de los excubitores y antiguo jefe del ejército. Por entonces este era yerno de Focas, pero estaba en malas relaciones con él. Se cree que había prometido apoyar a Heraclio si este se alzaba contra Focas, cosa que efectivamente hizo. El patriarca Nicéforo indica que Heraclio consultó con su hermano Gregoras antes de rebelarse, de lo que se deduce que este aconsejaba a su hermano. También asevera que Gregoras esperaba que el trono imperial lo obtuviese su hijo Nicetas, afirmación que los historiadores modernos consideran muy improbable.
La situación de Focas y sus partidarios empeoró notablemente en 609-610. Su ejército no había podido frenar la acometida sasánida. Los ejércitos persas habían penetrado en Mesopotamia, Armenia, Siria y en las provincias anatolias. Los rebeldes bizantinos tenían en su poder África y Egipto. Los eslavos ocupaban el norte de Iliria. Los azules y los verdes se enfrentaban abiertamente en Salónica y en otras ciudades de Anatolia y Siria. Los judíos de varias zonas de Siria se habían alzado en armas y asesinado a cristianos. Incluso la población de Constantinopla se burlaba del gusto del emperador por el alcohol, insinuando que era un beodo.
El general persa Sharvaraz marchó contra Antioquía en el 610, pero para Focas la principal amenaza la constituían los rebeldes de África y no los sasánidas. Los alzados se había adueñado de Egipto y luego invadieron Siria y Chipre, al tiempo que Heraclio hijo conducía una gran flota contra Constantinopla. Gozaba de apoyos en Sicilia, Creta y Tesalónica. Los rebeldes llegaron a la capital imperial en octubre del 610. Focas contaba únicamente con los excubitores de su guardia y de los grupos irregulares de azules y verdes, los forofos del hipódromo, para defenderse frente a los soldados de Heraclio. Entonces Prisco, jefe de los excubitores, se pasó abiertamente a las filas de los rebeldes, al igual que los verdes; así, Heraclio hijo pudo apoderarse fácilmente de la urbe.
Heraclió alcanzó el trono imperial e hizo ajusticiar a Focas y a algunos de sus parientes y seguidores. Juan de Nikiû, afirma que su padre celebró el advenimiento al trono de su hijo poco antes de fallecer.

## Valoración
Aunque Heraclio el Viejo fue un general destacado de su época, sus hazañas militares fueron bastante modestas. Los historiadores bizantinos que tratan su carrera probablemente ensalzaron su figura para dar a su hijo el emperador una ascendencia más ilustre.